# Археологія Мордовії
Археологія Мордовії — вивчає доісторичний суспільство на території сучасної Мордовії.

## Давньокам'яна доба
На території Мордовії пам'ятки давньокам'яної доби не були виявлені. Найстародавніші археологічні пам'ятки Мордовії відносяться до середньокам'яної доби. Найближчі давньокам'яні стоянки відомі у Надволжі (Юнго-Кушергинська стоянка у Марій-Ел), Пооччі (Карачаровська стоянка біля Мурома), на Цні (Польно-Ялтуновська стоянка у Рязанській області).

## Середньокам'яна доба
Середньокам'яна доба відповідає післяльодовиковому бореальному кліматичному періоду. У Східній Європі датується 9000-5000 роками до Р. Х.. За середньокам'яної доби набули поширення полювання із застосуванням лука й стріл, рибальство з використанням довбаних човнів, сіток й гарпунів. Поряд з великими кам'яними сокирами, тесламі вживалися складні знаряддя праці з невеликих пластин-вкладнів.
Середньокам'яні археологічні пам'ятки відомі на заході Мордовії біля колишнього селища Тарвас Молот Зубово-Полянського району й біля села Стара Кочеєвка Теньгушевського району, та інші.

## Новокам'яна доба
У лісовій і лісостеповій зонах європейської частини Росії новокам'яна доба тривала у 5000-2500 роках до Р.Х..
Характеризується появою глиняного посуду, ткацтва, нових способів обробки каменю (шліфування, свердління), вдосконаленням кам'яних знарядь (сокир, доліт, наконечників стріл та інших). Основу господарської діяльності населення лісової зони становили рибальство й полювання.
У Мордовії відкриті новокам'яні поселення на берегах річок Мокша, Вад, Алатир (Імеркські, Каргашинські, Машкинські стоянки та інші), на якиї виявлені напівземлянкові житла, кам'яні знаряддя, уламки глиняного посуду волго-камської культури й балахнинської культури та інших. В кінці новокам'яної доби з'явилися вироби з міді.

### Верхньоволзька культура
Верхньоволзька культура ранньої новокам'яної доби, що була поширена у верхів'ях Волги, Тривала у 5150-3750 роках до Р.Х. Волго-Окському межиріччі. Ймовірно виникла на основі місцевих культур середньокам'яної доби, зокрема, бутівської культури.
Значну подібність з пам'ятками верхньоволзької культури мають деякі поселенняна заході Мордовії у Помокшанні: Імеркські, Машкинські стоянки та інші.

### Волго-камська культура
Датується 5000-3000 роками до Р.Х.. Сформувалася на основі місцевої культури середньокам'яної доби під впливом ранньої новокам'яної культури лісостепу. На третьому, пізньому етапі культури помітний вплив лісостепової самарської культури раннього енеоліту; також проникають носії балахнинської культури. У 3500-3000 роках волго-камські племена були витіснені з Помокшання носіями балахнинської культури. Частина витісненого волго-камців пересувається у Покам'я, інша — пересувається у Східного Посур'я.

### Балахнинська культура
Археологічна культура  була поширена у Середньому та Костромському Надволжі та у Нижньому Пооччі. Датується 3500-2500 роками до Р.Х..
Входить в спільність культур ямково-гребінцевої кераміки.
Культура сформувалася на базі льяловської культури ямково-гребінцевої кераміки у Пооччі. На початку 3-го тисячоріччя до Р.Х. частина балахнинських племен взяла участь у формуванні волосівської культури, а інша частина пересувається у північні райони Надволжя, де балахнинська культура трансформується в культуру сітчастої кераміки.
У сточищі Мокші та Вада у Ковилкінському й Зубово-Полянському районах Мордовії розкопані Андреєвська й Імеркська стоянки.

## Мідна доба
У лісовій й лісостеповій смузі Східної Європи припадає на 3000-1800 роки до Р.Х.. Характеризується появою виробів з міді; з широким використанням кам'яних знарядь. Переважали полювання й рибальство.
У Мордовії поселення волосівської й імеркської культур мідної доби виявлені Помокшанні (Волгапинське, Лепченське), Повадді (Ширінгушська, Імеркські й Каргашинські стоянки), Посур'ї (3-е Мар'янівське).

### Волосівська культура
Час існування — 2200—1500 роки до Р. Х.. Початково була поширена в басейні річки Ока, нижче міста Рязань й у низов'ях річки Клязьма. У 2000—1500 роках до Р. Х. просунулася на північ у Верхнє й Середнє Надволжя та Волзько-Окське міжріччя.
Одні вчені пов'язують формування волосівської культури з уральсько-камськими, або волго-камськими племенами новокам'яної доби. На думку інших, волосівська культура. склалася на основі спільноти ямково-гребінцевої кераміки культур, або як наслідок змішування з ними верхньоволзької й волго-камської культур.
Пізня стадія волосівської культури відзначена зв'язками з племенами фатьянівської й баланівської культур.
Припускають приналежність племен волосівської культури до угро-фінської мовної групи.
У Мордовії пам'ятки волосівської культури виявлено у сточищі річок Вад, Мокша, Сура. На Широмасовській стоянці виявлено кременева антропоморфна фігурка, на 2-ій Каргашинській стоянці - фігурка бобра.

### Імеркська культура
Імеркська культура сточища річки Мокша. Культура сформувалася на базі місцевих енеолітічичних племен волосівської культури при ймовірній участі середньо-донського населення. Імеркські племена мешкали разом з племенами волосівської культури.
Пам'ятки імеркської культури виявлені у селах Волгапіно, Новий Усад, Широмасово, Ширінгуші, біля озер Імерка й Машкіно;
Ймовірно, імеркські племена разом з волосівськими були асимільовані населенням степових скотарських культур, що почали своє просування сюди в 2100-1900 роках до Р.Х.

## Бронзова доба
Початок бронзової доби припадає на 1900-1700 роки до Р.Х. За бронзової доби поряд з кам'яними використовували бронзові знаряддя праці, зброя й прикраси. Сировиною бронзих виробів, що виявили у Мордовії є мідисті пісковики Надуралля й східні Урало-казахстанські рудні родовища. Бронзова доба відома за чисельними поселеннями, могильниками, скарбами. За бронзової доби з'явилися й поширилися скотарство й землеробство.
За бронзову добу на терени Мордовії заходили скотарсько-землеробські племена баланівської, абашевської, помокшанської й зрубної культур. У наслідок взаємодії місцевих й прийшлих племен склалася поздняковська культура, що стала одним з компонентів формування нових культур угро-фінського населення (городецька, дяковська).

### Балановська культура
Поширена у Середньому Надволжі у 2000—1100 роках до Р.Х. Ймовірно була східним варіантом фатьянівської культури. Названа за могильником у сільця Баланово Козловського району Чувашії.
Племена балановської культури відносять до протобалтів. На рубежі 3-2-го тисяріччя до Р. Х. балановські протобалти просунулися з межиріччя Дніпра й Волги на схід долинами річок Десна, Ока, Мокша й Сура.
За пізньої бронзової доби балановські протобалти розчинилися в інших культурах Середнього Надволжя. Ймовірно, на цей час припадають деякі стародавні індоєвропейські включення в угро-фінські мови.
Перше у Мордовії поселення балановської культури городище Ош Пандо виявив й досліджував П. Д. Степанов у 1946-1949 роках. Крім поселення Ош Пандо, відомі курганні могильники балановської культури. У Великоігнатовськом районі біля сіл Чукалов, Андреєвка, Кіржемани.
У 13 сторіччі до Р.Х. під тиском племен зрубної культури балановські протобалти полишають Надмокшання.

### Надмокшанська культура
Походження надмокшанської культури (2000-1500 роки до Р.Х.) пов'язано з просуванням у Надмокшання подонського лісостепового населення на своєму пізньому етапі репінської культури. Вона сформувалася в результаті асиміляції репінцями місцевого населення. Відзначається певний вплив з боку фатьянівсько-балановської культури.
В середині 2-го тисячоліття до Р. Х. надмокшанські племена були замінени населенням зрубної, або асимільовані населенням поздняковської культури.
Поселення виявлено головним чином на високих берегових мисах у сіл Журавкино, Пайово, Теньгушево та інших.

### Зрубна культура
Зрубна культура (1800-1100 років до Р.Х.) сформувалася на території лісостепу й степу Надволжя. за бронзової доби до середини ІІ-го тисячоріччя до Р. Х. звідки вона просунулася у Мордовські землі. Склалася, на думку деяких вчених, на основі давньоямної культурно-історичної спільності.. У Середньому Надволжі зрубна культура вплинула на формування місцевих культур бронзової доби - поздняковської й приказанської культури. Ймовірно, на цей час припадає поява в угро-фінських мовах індоєвропейських слів пов'язаних з тваринництвом та землеробством.
Рання та середня фази доби пізньої бронзи у Східній Європі збігаються зі сприятливим здебільшого вологим та теплим кліматом; різким підйомом виробничих форм господарства. Тому, у 1800-1200 роках до Р.Х. спостерігається максимальна щільність заселення усіх регіонів східноєвропейського степу та лісостепу. Зрубна культурно-історична спільність завершила традицію утворення великих етнокультурних об'єднань у Східній Європі за бронзової доби.
Демографічний вибух у середовищі зрубної спільності, пік котрого припадає у лісостепу на 1600-1400 роки до Р. Х. призводить до виснаження природних ресурсів та розпаду зрубної культурно-історичної спільності. Зміна погоди на суху та прохолодну разом з перенаселенням призвело до скорочення населення, що фіксується у зменшенні чисельності поселень і їх культурної трансформації.
На території Мордовії пам'ятки зрубної культури розташовані переважно у східних районах уздовж річок Велика Сарка, Інсар, Нуя, П'яна та інших. Курганні могильники виявлено у сіл Елховка, Кочкурово, Семіли, Піксясі, що були дослідженні у 1952 й 1969 роках; Алов, Атяшево Атяшевського району, Моревка, Старе Селище Великоігнатовського району, Тарасове та інші, що були дослідженні у 1979-82 роках. Поселення культури були виявлені у селах Аксьонова, Берсенєвка, Кіржемани, Макаровка Октябрського району міста Саранськ та інші.
Носії зрубної культурно-історичної спільності справили помітний вплив на населення лісової смуги Східної Європи в особі поздняківської та приказанської культур.

### Абашевська культура
Культура була поширена у Подонні, Середньому Надволжі й південному Передураллі у 1750-1250 роки до Р.Х. Названа за селом Абашево Чебоксарського району на півночі Чувашії.
Племена Абашевська культура — наступниця зрубної культури та Андронівської культури, хоча за думкою деяких дослідників, абашевська культура й фатьянівська культура, за походженням пов'язані з середньодніпровською культурою.
Ймовірними носіями абашевської культури були індоіранці. Абашевці є віддаленими предками чувашів.
Серед курганів абашевської культури відомий у села Старе Ардатове, де поховано 7 абашевців (розкопки 1968 року). Поруч з похованими виявлені орнаментовані. глиняні посудини й прикраси з міді.
Два поховання виявлені у кургані у села Кіржемани у Великоігнатовському районі у 1982 році.

## Залізна доба
Початок залізної доби припадає у Мордовії на 800-600 роки до Р.Х..
За залізної доби до раннього середньовіччя Мордовію та сусідні землі населяли угрофінські племена Городецької культури. Городецька культура сформувалася на основі культур пізнього бронзової доби фінських племен: поздняківської та культури «текстильної» кераміки. Поселеннями городецьких племен були городища та селища: Каргашинське, Нароватовське, Самозлійське, Теньгушевське та інші. Поховальні пам'ятки не відомі. Вважають, що поховання були наземними. Господарство Городецького населення поєднувало лісове скотарство, підсічне землеробство, полювання й рибальство. Залізні вироби (головним чином знаряддя праці й зброя) виготовляли з місцевих болотних й дернових руд. Були поширені предмети з кістки: наконечники стріл, гарпуни, проколки та інші. Городоцькі племена були предками давньої мордви й рязансько-окських племен, частково — марійців та муроми.
Давня мордовська етнічна спільність сформувалась, коли склалися головні риси давньомордовської культури на початку 1-го тисячоріччя після Р.Х.. У 1-й половині 1-го тисячоріччя територія розселення давньої мордви включала значну частина Оксько-Сурського межиріччя: від правобережжя Волги на півночі до верхів'їв Мокші й Сури на півдні.
На перетворення городоцької культури на давньомордовську культуру вплинули внутрішні й зовнішні фактори: соціально-економічний розвиток, сусідство інших племен та інші. До початку формування давньомордовської культури відноситься унікальна археологічна пам'ятка — Андреєвський курган у Великоігнатовському районі — пам'ятник 1-2 сторіччя, де виявлені прототипи багатьох мордовських прикрас: скроневих підвісок, нагрудних блях, сюлгам та інших. Відзначено зв'язки місцевого населення з Надкам'ям та південним сарматським світом.

## Середньовіччя
Приблизно 550 року мордва була відома готському історику Йордану. У візантійських джерелах мордва називається Mordens та їх країна - Mordia. У московських літописах мордовська країна названа Мордовська земля.
Віддаленість давньомордовських племен у північних й південних частинах великої території сприяла їх поступовому виокремленню. Населення на півночі поширення мордви (головним чином у межах Нижнегородської області) стало основою формування мордви-ерзі; а на півдні (Верхнє Посур'я, Верхнє й Середнє Помокшання, середня течія Цни) - мордви-мокші. У 400-1020 роках Теньгушевське Помокшання на північному заході сучасної Мордовії, займали давньомордовські рязансько-окські племена (Шокшинський могильник). У Середньому Посур'ї, на території сучасного Дубенського району, у 400-700 роках мешкали прийшлі племена іменьківської культури (городища й селища у селах Енгаличево, Морг, Николаєвка та інших).
Давньомордовські племена займалися землеробством, скотарством, полюванням, рибальством, бортництвом. На городищі Ош Пандо у села Сайніна виявлені залізні наральники, серпи та інще землеробське знаряддя. У 2-й половині 1-го тисячоріччя з'явилося орне землеробство. Продовжували розвиватися залізна металургія й металообробка. Були відомі такі технологічні прийоми, як зварювання чавуна й сталі, цементація. Про високу майстерність кажуть численні прикраси зі срібла та бронзи. У 800-1200 роках характерною загальномордовською жіночою окрасою була скронева підвіска у вигляді стрижня, зі спіралькою на одному кінці й грузиком на іншому.
Мордовія вела торгівлю зі слов'янами, волзькими булгарами, аланами Подоння, сусідніми фінськими народами. Предметами торгового обміну були хутра, мед, віск, продукти землеробства й скотарства, виливки та вироби з кольорових металів, деякі предмети озброєння.
Військо давньої мордви в 2-й половині 1-го тисячоріччя будувалася за принципом народ — військо: кожен дорослий чоловік міг стати воїном; його зброєю були спис, лук зі стрілами, бойова сокира, у знаті — мечі, шаблі. Суспільні відносини регулювалися звичайним правом.
Язичницькі вірування були пов'язані з поклонінням сонцю, землі, тваринному й рослинному світу та іншому.
У 1000-1220 роках у господарству відбулися значні зміни: поширювалися нові знаряддя праці (лісорубні і бортні сокири, серпи та інші); для обробки землі використовували соху (Нижньоборковський клад); освоювали великі вододільні ділянки; з'явилися великі села (Виповзово-4, Новочетівське та інші).
У 1000-1220 роках Мордовія, що займала захід Середнього Надволжя, стала ареною боротьби руських князівств й Волзької Булгарії. Так Мордовія отримала перемогу над військом князя Муромського князівства Ярослава Юрійовича 4 березня 1103 року. Через агресію сусідів у Мордовії з'явилися нові городища-фортеці (руське - "тверді"): Віндрейське, Федоровське та інші. Серед мордви виділилося військо, що мали спорядження вершників, похідні казанки, щити та інше (могильник Красне-1). 1221 року на півночі Мордовії Володимирським князівством було засновано Нижній Новгород, що став важливим форпостом експансії на схід у Мордовії та Булгарію. Після чого північ Мордовії увійшла й була колонізована Володимирським князівством.
За свідоцтвом угорського місіонера Юліана у Мордовії існувало "Царство Мордванів", де правили 2 князі. Однією з мордовських ранньофеодальних держав була Пургасія (Пургасова Русь або волость), очолювана інязором Пургазом, що займала межиріччя Мокші й Теші, де до 17 сторіччя зберегалися назви урочищ з ім'ям Пургаза (Пургасовське городище, Пургасове прудище та інші). Центром Пургасії було Саровське городище. Археологічні дані свідчать про приплив на ці землі переважно ерзі й мокші (поява поховань з південним орієнтуванням, мокшанські прикраси та інші). У 1220—початку 1230-х роках тривали володимиро-мордовські війни. Пургаз розбив 1228 року дружини володимирського князя Ярослава Всеволодовича, ростовського князя Василька Костянтиновича й ярославського князя Всеволода Костянтиновича, 1229 року спробував взяти Нижній Новгород, та уклав військовий союз з Булгарією. Спільниками північно-західних руських князів проти ерзі виступали половці.
Інша мордовська держава існувала у Горішньому й Середньому Надмокшанні, що, ймовірно, було володінням інязора Пуреша. Головними пам'ятками мокшанської держави були Жуковські городища, Кельгинінський могильник та інші. На півдні Мордовії у сучасній Пензенській області розташовувалися городища на торговому шляху з Булгарії у Київ: Золотарєвське, Юлівське та інші. Державні етнічні формування мокші й ерзі з середини 13 сторіччя згадуються Гійомом де Рубруком й Рашид-ад-Діном.